# Нотинг Хил
 Тази статия е за квартала в Лондон.  За филма от 1999 година вижте Нотинг Хил (филм).  
Нотинг Хил (на английски: Notting Hill) е квартал в централната част на Лондон.
На юг граничи с Кенсингтън, на югоизток – с Холанд Парк, на изток – с Бейзуотър, а на север – с Ладбрук Гроув, Кензал Райз, Норт Кенсингтън.
Нашумява във връзка с едноименния филм с участието на Джулия Робъртс и Хю Грант. Във филма участва и актрисата Миша Бартън. Покрай холивудския филм кварталът претърпява сериозно увеличение на цените на имотите и подобрение на благоустройството, за да се върне по престижност към довоенните години.